# Vriesea
Vriesea là một chi thuộc họ thực vật Bromeliaceae, phân họ
Tillandsioideae. Chi được đặt tên theo Willem Hendrik de Vriese, nhà thực vật học, thầy thuốc người Hà Lan (1806–1862).
Chi này có một số loài lớn nhất họ Bromeliaceae, các cây nhiệt đới này mang theo các loài côn trùng, không giống các loài Catopsis nhỏ hơn. Trong tự nhiên, ếch nhái có thể sống cả đời trong một cây họ Bromeliaceae. Chi này có họ hàng gần gũi với chi Guzmania. Cả Guzmania và Vriesea đều có quả nang khô khi nứt ra sẽ bung các hạt có dạng dù ra giống như các loài bồ công anh. Hầu hết các loài Vriesea đều là thực vật biểu sinh và mọc trên các cây mà không cần đất. Chúng không có rễ nhưng có bộ phận bám giữ đặc biệt không thu nạp bất kỳ chất dinh dưỡng nào. Mọi chất dinh dưỡng được thu qua "bể" trung tâm tạo thành từ bộ phận hình hoa thị hình thành từ các lá cây.

## Loài
- Vriesea agostiniana E. Pereira
- Vriesea alta (Baker) E. Morren ex Mez
- Vriesea altimontana E. Pereira & Martinelli
- Vriesea altodaserrae L.B. Smith
- Vriesea altomacaensis A. Costa
- Vriesea amadoi Leme
- Vriesea amethystina E. Morren
- Vriesea andreettae Rauh
- Vriesea appariciana E. Pereira & Reitz
- Vriesea appenii Rauh
- Vriesea arachnoidea A. Costa
- Vriesea arpocalyx (André) L.B. Smith
- Vriesea atra Mez
  - var. variegata Martinelli & Leme
- Vriesea atropurpurea A. Silveira
- Vriesea bahiana Leme
- Vriesea barbosae J.A. Siqueira & Leme
- Vriesea barclayana (Baker) L.B. Smith
  - var. minor Gilmartin
- Vriesea barilletii E. Morren
- Vriesea belloi Leme
- Vriesea bi-beatricis Morillo
- Vriesea biguassuensis Reitz
- Vriesea billbergioides E. Morren ex Mez
  - var. subnuda L.B. Smith
  - var. ampla L.B. Smith
- Vriesea bituminosa Wawra
- Vriesea blackburniana Leme
- Vriesea bleherae Röth & W. Weber
  - var. bleherae
    - forma atroviolaceifolia Röth & W. Weber
- Vriesea boeghii H. Luther
- Vriesea botafogensis Mez
- Vriesea brassicoides (Baker) Mez
- Vriesea breviscapa (E. Pereira & I.A. Penna) Leme
- Vriesea brusquensis Reitz
- Vriesea cacuminis L.B. Smith
- Vriesea calimaniana Leme & W. Till
- Vriesea capixabae Leme
- Vriesea carinata Wawra
  - var. flavominiata Leme
  - var. mangaratibensis Leme & A.Costa
- Vriesea castaneobulbosa (Mez & Wercklé) J.R. Grant
- Vriesea cathcartii H. Luther
- Vriesea cearensis L.B. Smith
- Vriesea cereicola (Mez) L.B. Smith
- Vriesea chapadensis Leme
- Vriesea chontalensis (Baker) L.B. Smith
- Vriesea chrysostachys E. Morren
  - var. stenophylla L.B. Smith
- Vriesea clausseniana (Baker) Mez
- Vriesea colnagoi E. Pereira & I.A. Penna
- Vriesea corcovadensis (Britten) Mez
- Vriesea correia-araujoi E. Pereira & I.A. Penna
- Vriesea costae B.R. Silva & Leme
- Vriesea crassa Mez
- Vriesea crenulipetala (Mez) L.B. Smith
- Vriesea croceana Leme & G. Brown
- Vriesea curvispica Rauh
- Vriesea cylindrica L.B. Smith
- Vriesea debilis Leme
- Vriesea declinata Leme
- Vriesea delicatula L.B. Smith
- Vriesea densiflora Mez
- Vriesea diamantinensis Leme
- Vriesea dictyographa Leme
- Vriesea didistichoides (Mez) L.B. Smith
- Vriesea dissitiflora (C. Wright) Mez
- Vriesea drepanocarpa (Baker) Mez
- Vriesea drewii L.B. Smith
- Vriesea dubia (L.B. Smith) L.B. Smith
- Vriesea duidae (L.B. Smith) Gouda
- Vriesea duvaliana E. Morren
- Vriesea elata (Baker) L.B. Smith
- Vriesea eltoniana E. Pereira & Ivo
- Vriesea ensiformis (Vellozo) Beer
  - var. striata Seidel
  - var. bicolor L.B. Smith
- Vriesea erythrodactylon (E. Morren) E. Morren ex Mez
  - var. rubropunctata E. Pereira & Moutinho
- Vriesea espinosae (L.B. Smith) Gilmartin
- Vriesea exaltata Leme
- Vriesea fabioi Leme
- Vriesea fenestralis Linden & André
- Vriesea fibrosa L.B. Smith
- Vriesea fidelensis Leme
- Vriesea flammea L.B. Smith
- Vriesea flava A.F. Costa, H. Luther & M.G.L. Wanderley
- Vriesea fluminensis E. Pereira
- Vriesea fontellana Leme & G. Brown
- Vriesea fontourae B.R. Silva
- Vriesea fosteriana L.B. Smith
  - var. seideliana Reitz
- Vriesea fradensis A. Costa
- Vriesea fragrans (André) L.B. Smith
- Vriesea freicanecana J.A. Siqueira & Leme
- Vriesea friburgensis Mez
  - var. paludosa (L.B. Smith) L.B. Smith
  - var. tucumanensis (Mez) L.B. Smith
- Vriesea funebris L.B. Smith
- Vriesea garlippiana Leme
- Vriesea gastiniana Leme & G. Brown
- Vriesea gigantea Gaudichaud
  - var. seideliana Röth
- Vriesea glutinosa Lindley
- Vriesea goniorachis (Baker) Mez
- Vriesea gracilior (L.B. Smith) Leme
- Vriesea graciliscapa W. Weber
- Vriesea gradata (Baker) Mez
  - var. bicolor E. Pereira & I.A. Penna
- Vriesea grandiflora Leme
- Vriesea gravisiana Wittmack
- Vriesea gruberi Ehlers
- Vriesea guttata Linden & André
  - var. striata Reitz
  - var. eguttata Reitz
- Vriesea harmsiana (L.B. Smith) L.B. Smith
- Vriesea harrylutheri Leme & G. Brown
- Vriesea hasei Ehlers
- Vriesea heliconioides Kunth
- Vriesea heterandra (André) L.B. Smith
- Vriesea heterostachys (Baker) L.B. Smith
- Vriesea hieroglyphica (Carrière) E. Morren
  - var. zebrina Ruschi
- Vriesea hitchcockiana (L.B. Smith) L.B. Smith
- Vriesea hodgei L.B. Smith
- Vriesea hoehneana L.B. Smith
- Vriesea hydrophora Ule
- Vriesea incurva (Grisebach) R.W. Read
- Vriesea incurvata Gaudichaud
  - var. albina T. Strehl
- Vriesea inflata (Wawra) Wawra
- Vriesea interrogatoria L.B. Smith
- Vriesea itatiaiae Wawra
- Vriesea jonesiana Leme
- Vriesea jonghei (K. Koch) E. Morren
- Vriesea joyae E. Pereira & I.A. Penna
  - var. parvula E. Pereira & I.A. Penna
- Vriesea kautskyana E. Pereira & I.A. Penna
- Vriesea koideae Rauh
- Vriesea lancifolia (Baker) L.B. Smith
- Vriesea languida L.B. Smith
- Vriesea laxa Mez
- Vriesea leptantha Harms
- Vriesea lidicensis Reitz
- Vriesea limae L.B. Smith
- Vriesea limonensis Rauh
- Vriesea linharesiae Leme & J.A. Siqueira
- Vriesea longicaulis (Baker) Mez
- Vriesea longiscapa Ule
- Vriesea longistaminea Paula & Leme
- Vriesea lubbersii (Baker) E. Morren
- Vriesea lutheri Manzanares & W. Till
- Vriesea lutheriana J.R. Grant
- Vriesea macrostachya (Bello) Mez
- Vriesea maculosa Mez
- Vriesea maguirei L.B. Smith
- Vriesea malzinei E. Morren
  - var. disticha L.B. Smith
- Vriesea maxoniana (L.B. Smith) L.B. Smith
- Vriesea melgueroi I. Ramírez & Carnevali
- Vriesea menescalii E. Pereira & Leme
- Vriesea michaelii W. Weber
- Vriesea minarum L.B. Smith
- Vriesea minor (L.B. Smith) Leme
- Vriesea minuta Leme
- Vriesea mitoura L.B. Smith
- Vriesea modesta Mez
- Vriesea mollis Leme
- Vriesea monacorum L.B. Smith
- Vriesea monstrum (Mez) L.B. Smith
- Vriesea × morreniana hortus ex E. Morren
- Vriesea morrenii Wawra
- Vriesea muelleri Mez
- Vriesea nanuzae Leme
- Vriesea neoglutinosa Mez
- Vriesea noblickii Martinelli & Leme
- Vriesea × obliqua Quintus ex Wittmack
- Vriesea oleosa Leme
- Vriesea oligantha (Baker) Mez
- Vriesea olmosana L.B. Smith
  - var. pachamamae Rauh
- Vriesea ospinae H. Luther
  - var. gruberi H. Luther
- Vriesea ouroensis W. Weber
- Vriesea oxapampae Rauh
- Vriesea pabstii McWilliams & L.B. Smith
- Vriesea pallidiflora E. Pereira
- Vriesea paradoxa Mez
- Vriesea paraibica Wawra
- Vriesea paratiensis E. Pereira
- Vriesea pardalina Mez
- Vriesea parviflora L.B. Smith
- Vriesea parvula Rauh
- Vriesea pastuchoffiana Glaziou ex Mez
- Vriesea patula (Mez) L.B. Smith
- Vriesea pauciflora Mez
- Vriesea pauperrima E. Pereira
- Vriesea penduliflora L.B. Smith
- Vriesea penduliscapa Rauh
- Vriesea pereirae L.B. Smith
- Vriesea pereziana (André) L.B. Smith
  - var. canescens (André) Gilmartin
- Vriesea petraea (L.B. Smith) L.B. Smith
- Vriesea philippo-coburgii Wawra
- Vriesea piepenbringii Rauh
- Vriesea pinottii Reitz
- Vriesea platynema Gaudichaud
  - var. flava Reitz
  - var. libonii Mez
  - var. rosea (hortus) Mez
  - var. striata (Wittmack) Wittmack
  - var. variegata (Guillon) Reitz
  - var. wrightii (L.B. Smith) L.B. Smith
- Vriesea platzmannii E. Morren
- Vriesea plurifolia Leme
- Vriesea poenulata (Baker) E. Morren ex Mez
- Vriesea procera (Martius ex Schultes f.) Wittmack
  - var. rubra L.B. Smith
  - var. tenuis L.B. Smith
  - var. debilis Mez
- Vriesea pseudoatra Leme
- Vriesea pseudoligantha Philcox
- Vriesea psittacina (Hooker) Lindley
  - var. rubrobracteata Hooker
  - var. decolor Wawra
- Vriesea punctulata E. Pereira & I.A. Penna
- Vriesea racinae L.B. Smith
- Vriesea rafaelii Leme
- Vriesea rastrensis Leme
- Vriesea rauhii L.B. Smith
- Vriesea rectifolia Rauh
- Vriesea recurvata Gaudichaud
- Vriesea regnellii Mez
- Vriesea reitzii Leme & A. Costa
- Vriesea repandostachys Leme
- Vriesea × retroflexa E. Morren
- Vriesea revoluta B.R. Silva
- Vriesea rhodostachys L.B. Smith
- Vriesea roberto-seidelii W. Weber
- Vriesea robusta (Grisebach) L.B. Smith
- Vriesea rodigasiana E. Morren
- Vriesea roethii W. Weber
- Vriesea rubra (Ruiz & Pavón) Beer
- Vriesea rubrobracteata Rauh
- Vriesea rubyae E. Pereira
- Vriesea ruschii L.B. Smith
  - ssp. leonii Leme
- Vriesea sagasteguii L.B. Smith
- Vriesea sanfranciscana Versieux & Wanderley
- Vriesea saundersii (Carrière) E. Morren ex Mez
- Vriesea saxicola L.B. Smith
- Vriesea sazimae Leme
- Vriesea scalaris E. Morren
  - var. viridis Mez
- Vriesea sceptrum Mez
  - var. sceptrum
    - forma flavobracteata Leme
- Vriesea schultesiana L.B. Smith
- Vriesea schunkii Leme
- Vriesea schwackeana Mez
- Vriesea secundiflora Leme
- Vriesea segadas-viannae L.B. Smith
- Vriesea seideliana W. Weber
- Vriesea serrana E. Pereira & I.A. Penna
- Vriesea silva-petrea E. Pereira & Reitz
- Vriesea silvana Leme
- Vriesea simplex (Vellozo) Beer
- Vriesea simulans Leme
- Vriesea sincorana Mez
- Vriesea socialis L.B. Smith
- Vriesea soderstromii L.B. Smith
- Vriesea sparsiflora L.B. Smith
- Vriesea splendens (Brongniart) Lemaire
  - var. striatifolia M.B. Foster
  - var. formosa Suringar ex Witte
  - var. oinochroma Steyermark
  - var. chlorostachya Oliva-Esteve
- Vriesea stricta L.B. Smith
- Vriesea strobeliae Rauh
- Vriesea subandina (Ule) L.B. Smith & Pittendrigh
- Vriesea sucrei L.B. Smith & R.W. Read
- Vriesea sulcata L.B. Smith
- Vriesea swartzii (Baker) Mez
- Vriesea taritubensis E. Pereira & I.A. Penna
  - var. brevisepala E. Pereira & I.A. Penna
- Vriesea tequendamae (André) L.B. Smith
- Vriesea thyrsoidea Mez
- Vriesea tijucana E. Pereira
- Vriesea tillandsioides L.B. Smith
- Vriesea tillii Manzanares
- Vriesea triangularis Reitz
- Vriesea triligulata Mez
- Vriesea tuerckheimii (Mez) L.B. Smith
- Vriesea unilateralis (Baker) Mez
- Vriesea vagans (L.B. Smith) L.B. Smith
- Vriesea vellozicola Leme & J.A. Siqueira
- Vriesea vexillata L.B. Smith
- Vriesea vidalii L.B. Smith & Handro
- Vriesea vulpinoidea L.B. Smith
- Vriesea warmingii E. Morren
- Vriesea wawranea Antoine
- Vriesea weberi E. Pereira & I.A. Penna
- Vriesea wuelfinghoffii Rauh & E. Gross
- Vriesea wurdackii L.B. Smith
- Vriesea zamorensis (L.B. Smith) L.B. Smith
- Vriesea zonata Leme & J.A. Siqueira

## Hình ảnh

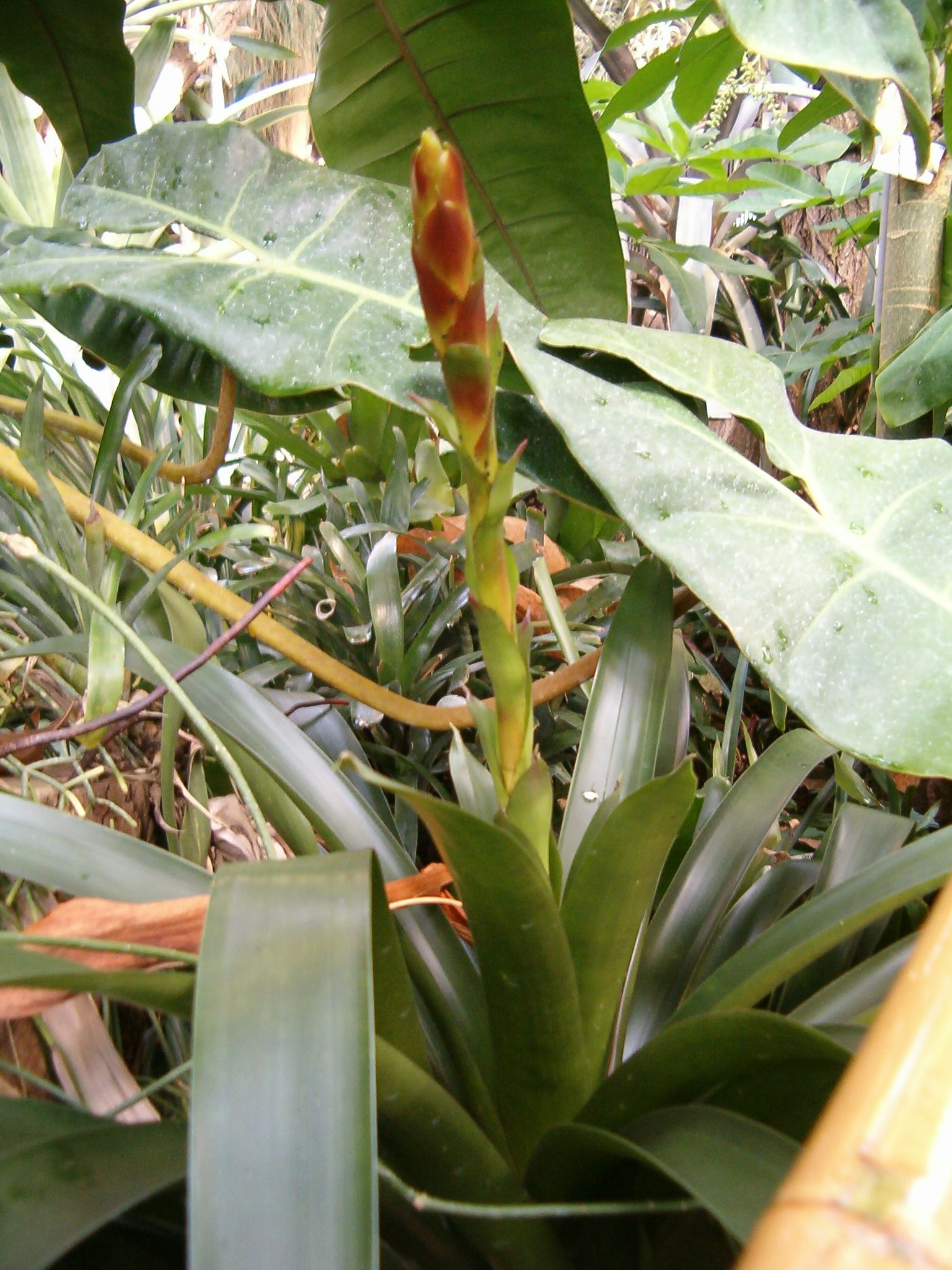
Vriesea schwackeana
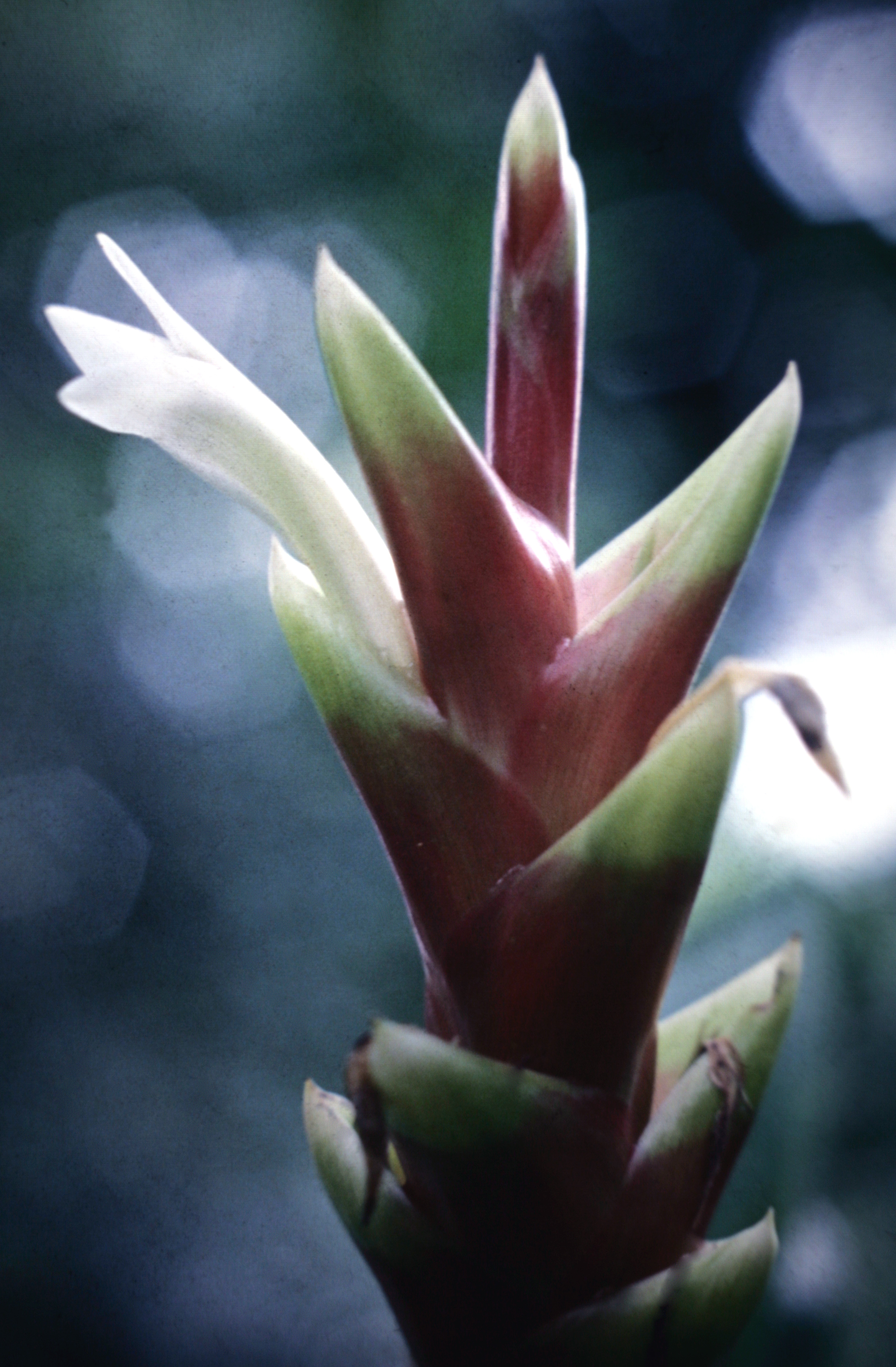
Vriesea heliconioides, Suriname
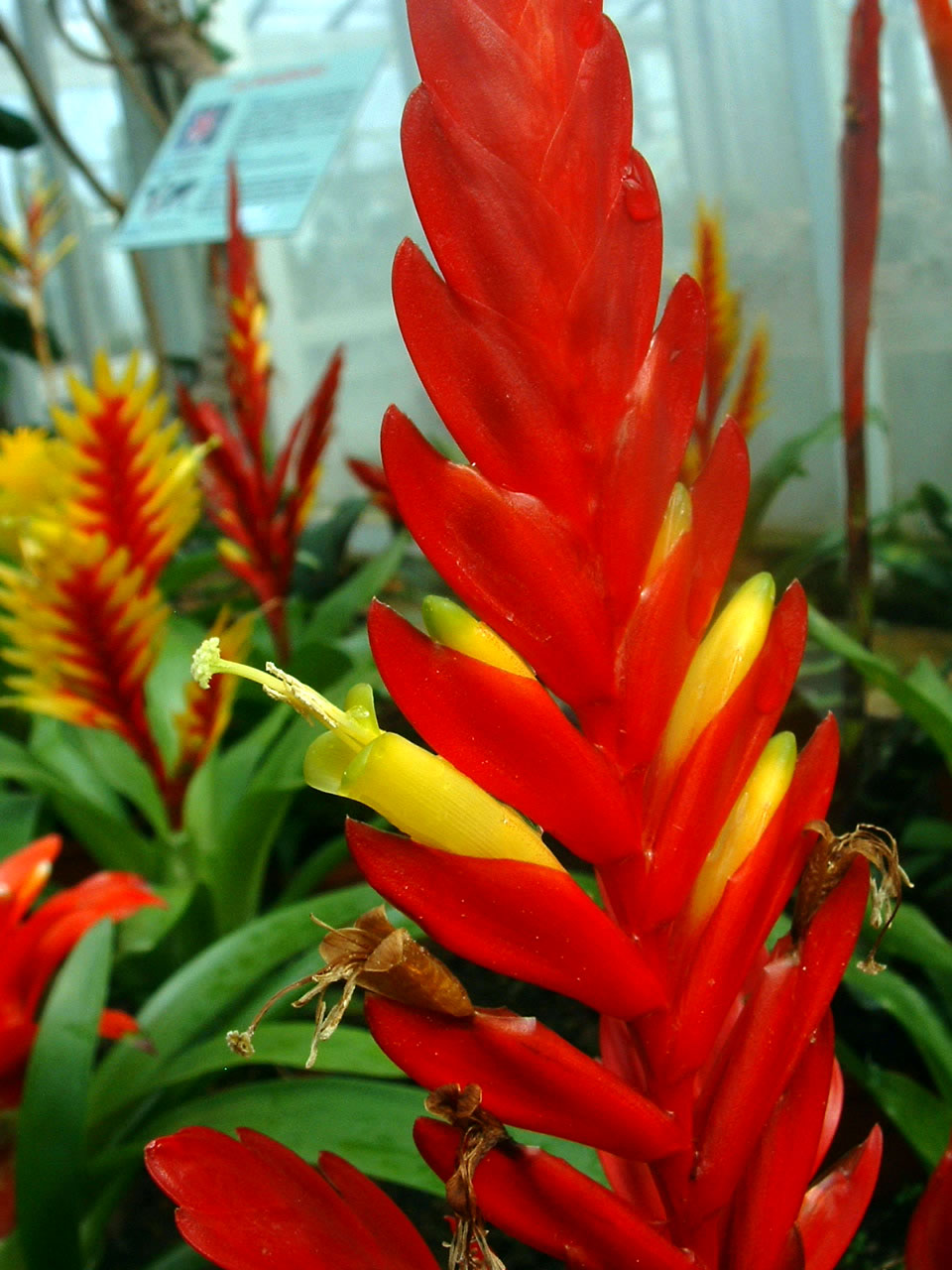
Vriesia cultivar